# 雷擊

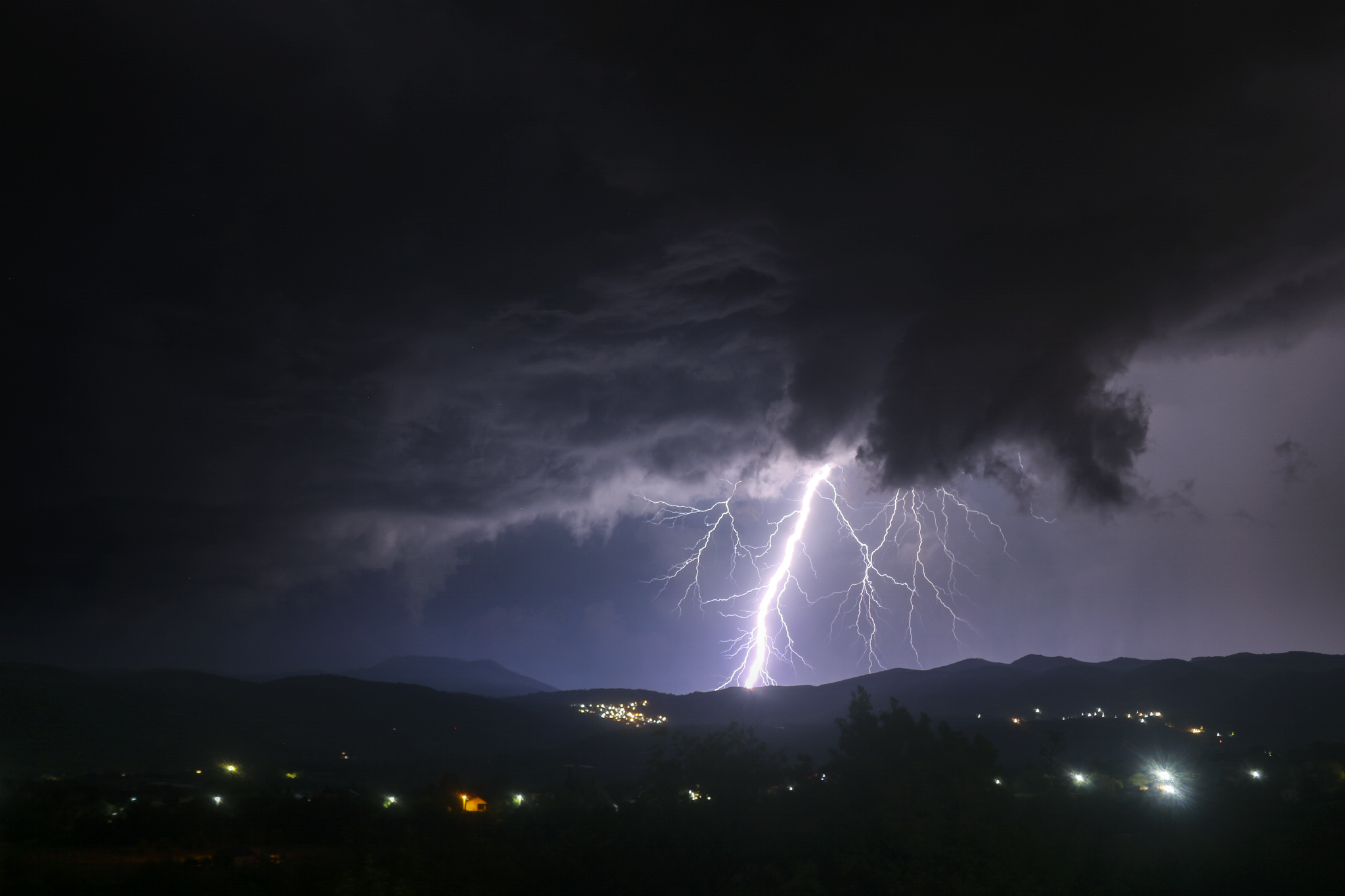
從雲層打向地面的雷擊

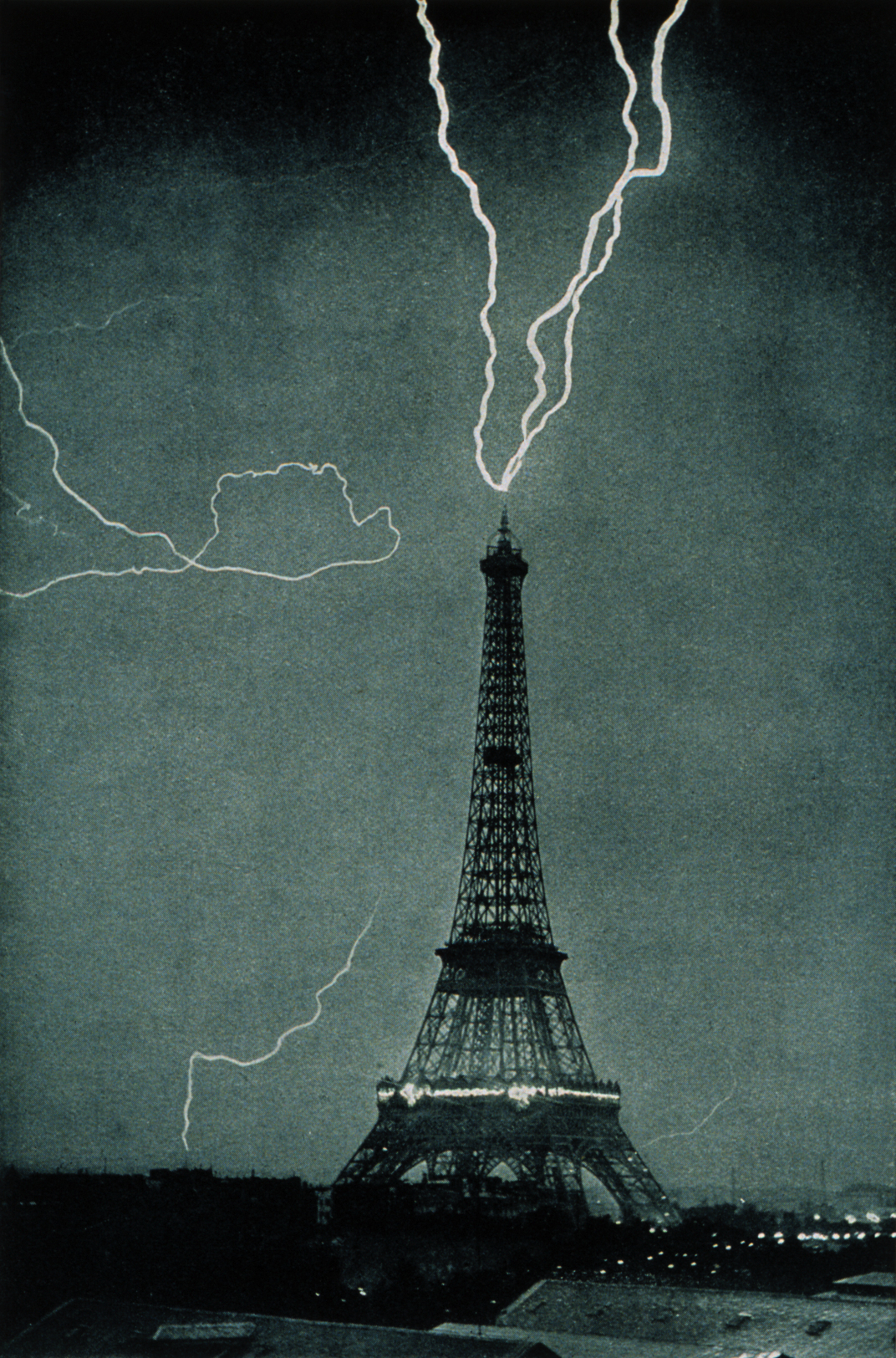
雷電擊中巴黎鐵塔的一刻

雷擊（lightning strike）是指大氣與地面之間發生放電的閃電事件，也指打雷时电流通过人、畜、树木、建筑物等而造成杀伤或破坏。大多數雷擊起源於積雨雲，終止於地面，稱為雲地（CG）雷擊。相反方向的地雲（GC）雷擊則是一種不太常見的現象，它是由高大的接地物體發起並延伸至雲層的向上傳播的雷電。全球只有約25%的雷擊事件發生在大氣與地面物體之間。大多數雷擊事件是雲內（IC）雷擊和雲間（CC）雷擊，這兩種雷擊僅發生在大氣高處 。普通商用飛機每年至少會遭受一次雷擊，但現代工程和設計意味著這種情況很少成為問題。飛機穿過雲層亦可能引發雷擊。

## 傳說
在中國，做盡壞事、喪盡天良的人被上天懲罰時，相傳是會被五雷轟頂的，當中五雷指五行中的金木水火土，而火雷則包括火燒、電擊、雷擊等災害。

## 外部連結
- When lightning strikes people -NASA 1999
- Lightning Safety Page – National Weather Service Pueblo Colorado 的存檔，存档日期2018-04-16.- 2018
- Video footage - A Beech tree (Fagus sylvatica) that has been hit by lightning.